# 亭主元気で犬がいい
『亭主元気で犬がいい』（ていしゅげんきでいぬがいい）は、徳弘正也による日本の青年漫画作品。2010年20号（2010年9月）から2013年12号（2013年5月）まで『ビッグコミックスペリオール』（小学館）にて連載された。単行本は全8巻。

## 概要
デビュー以来、28年にわたって集英社で執筆していた作者が、小学館へ移籍後に始めた連載作品。空手が得意な女性主人公と犬に転生した元・大学教授の「夫婦」が探偵として事件を解決していくサスペンス作品。科学的知識を応用（前作『ふぐマン』を踏襲）したトリックを取り入れていると同時に、ギャグや人情話、下ネタを織り交ぜており、一種のシチュエーション・コメディを描写している。
今作は、おおよそ3～6話で1つのエピソードとなっている。

## あらすじ
九頭龍マリは猟奇殺人犯を兄に持つことから差別を受け、自殺を考えていたところを通りすがりの大学教授・水田連太郎に救われる。連太郎と相思相愛となり結婚したマリは幸せを手に入れたかにみえたが、程なく連太郎はマリの兄が起こした殺人事件の被害者家族によって惨殺されてしまう。再び全てを失ったマリの前に、子犬に転生した連太郎が現れた。

## 登場人物

### 主要人物
水田マリ（みずた マリ） / 九頭龍マリ（くずりゅう マリ）<旧名>
巨乳の美女。頭は悪いが、空手で関東チャンピオンになったほどの腕前を持つ。16歳の時に兄が猟奇的な強盗殺人を起こしたことで「殺人犯の妹」として迫害を受けるようになり、高校を中退して山奥の温泉の仲居となる。温泉を訪れた自称フリーカメラマンの青年（のちに地盤を継ぐ大物代議士の息子）と肉体関係をもつが、素性を知られたことから捨てられる。お腹には青年との間の子供を宿していたため、その子の将来を悲観して自殺を考えていたところを連太郎に救われ、結婚する。しかし程なく連太郎は関口夫妻（兄に惨殺された被害者の両親）に殺され、その事件のショックで流産してしまう。引っ越したアパートで親切な老夫婦を装っていた関口夫妻に騙されかけるが、子犬に転生した連太郎から真実を知り、関口夫妻の襲撃を返り討ちにした。
1年後、椿純子や依頼者を助けたことがきっかけで椿探偵事務所の探偵となる。
水田連太郎（みずた れんたろう） / 連ちゃん（れんちゃん）
東京大学文学部教授。権力に阿ることのない無頼派で、40代半ばまで独身であった。ひょんなことからマリを助け、素性をわかった上でプロポーズした。結婚後まもなく関口夫妻に殺害され、近くにいた野良犬のお腹にいた子犬として生まれ変わる。犬の「連ちゃん」としてマリに飼われるようになったのち、携帯電話の文字変換で生まれ変わりであることをマリに伝えると共に、マリが関口夫妻の標的となっていることを暴いた。
1年経ったころには人間なみの手先の器用さを身につける一方で、マリも連ちゃんの言葉を理解できるようになり、探偵となったマリの頭脳として活躍する。宗教学専攻だったが、博覧強記で理系知識や犯罪学にも通じている。
犬となった自分ではマリを幸せに出来ないことを自覚しており、マリを受け入れる男性が現れることを期待している。
椿純子（つばき じゅんこ）
椿探偵事務所の所長。太った中年の女性だが、若い頃はスマートな美女だった。世情に通じたシニカルな守銭奴であるが、根は善人。息子の正治には甘い。
椿正治（つばき せいじ）
純子の一人息子で警視庁の刑事。柔道のオリンピック銅メダリストというワイルドな肉体派だが、頭は良くない。変態でマザコン。
佐山源助（さやま げんすけ）
椿所長の助手で、普段は探偵事務所の一階にあるとんかつ屋「源さん」の店主をしている。元は「般若の源」と呼ばれる極道だった。幼い子供がいる。
李（リー）
マリのアパートの隣人で台湾からの不法入国者。かなりのスケベでマリの部屋を覗き見しており、連太郎との関係も知っている。時折マリの友人として協力者になることもある。関口夫婦を信用するなという忠告もしたが、マリには聞き入れられなかった。

## 単行本
- 徳弘正也 『亭主元気で犬がいい』 小学館〈ビッグコミックス〉、全8巻[3]
  1. 2011年3月30日発売 ISBN 978-4-09-183724-0
  2. 2011年7月29日発売 ISBN 978-4-09-184012-7
  3. 2011年10月28日発売 ISBN 978-4-09-184126-1
  4. 2012年3月30日発売 ISBN 978-4-09-184316-6
  5. 2012年6月29日発売 ISBN 978-4-09-184523-8
  6. 2012年11月30日発売 ISBN 978-4-09-184780-5
  7. 2013年4月30日発売 ISBN 978-4-09-185204-5
  8. 2013年6月28日発売 ISBN 978-4-09-185265-6

## その他
1986年の大日本除虫菊「金鳥ゴン」のCMで、『亭主元気で留守がいい』という石井達矢によるキャッチコピーがあった（当時、「新語・流行語大賞」の流行語部門・銅賞に選ばれた）。